# Małków (Łódź)
Małków is een plaats in het Poolse district  Sieradzki, woiwodschap Łódź. De plaats maakt deel uit van de gemeente Warta en telt 380 inwoners.